# Pyractomena dispersa
Pyractomena dispersa är en skalbaggsart som beskrevs av Green 1957. Pyractomena dispersa ingår i släktet Pyractomena och familjen lysmaskar. Inga underarter finns listade i Catalogue of Life.